# 杜鹃叶榕
杜鹃叶榕（学名：Ficus maclellandi var. rhododendrifolia）为桑科榕属下的一个变种。

## 扩展阅读
- 維基物種上的相關：杜鹃叶榕